# FA Cup 2011/12
Der FA Cup 2011/12 war die 131. Austragung des weltweit ältesten Fußballpokalturniers; The Football Association Challenge Cup, oder FA Cup. Diese Pokalsaison begann mit 763 Vereinen.
Der Pokalwettbewerb startete am 20. August 2011 mit der Extra-Vorrunde und endete mit dem Finale im Wembley Stadium in London am 5. Mai 2012. Der Sieger des Wettbewerbes wurde der FC Chelsea.

## Kalender
| Runde                              | Datum              | Spiele | Vereine   | Neueinstiege | Prämien                                  | Spieler der Runde                     |
| ---------------------------------- | ------------------ | ------ | --------- | ------------ | ---------------------------------------- | ------------------------------------- |
| Extra-Vorrunde                     | 20. August 2011    | 204    | 763 → 559 | 408          | £ 750                                    | keiner                                |
| Vorrunde                           | 3. September 2011  | 167    | 559 → 392 | 130          | £ 1.500                                  | keiner                                |
| Erste Qualifikationsrunde          | 17. September 2011 | 116    | 392 → 276 | 65           | £ 3.000                                  | Baff Addae (Maidstone United)         |
| Zweite Qualifikationsrunde         | 1. Oktober 2011    | 80     | 276 → 196 | 44           | £ 4.500                                  | Leroy Griffiths (Sutton United)       |
| Dritte Qualifikationsrunde         | 15. Oktober 2011   | 40     | 196 → 156 | keine        | £ 7.500                                  | Tom Webb (Gloucester City)            |
| Vierte Qualifikationsrunde         | 29. Oktober 2011   | 32     | 156 → 124 | 24           | £ 12.500                                 | Adam Boyes (AFC Barrow)               |
| Erste Hauptrunde                   | 12. November 2011  | 40     | 124 → 84  | 48           | £ 18.000                                 | Stefan Brown (AFC Totton)             |
| Zweite Hauptrunde                  | 3. Dezember 2011   | 20     | 84 → 64   | keine        | £ 27.000                                 | Stuart Nelson (Notts County)          |
| Dritte Hauptrunde                  | 7. Januar 2012     | 32     | 64 → 32   | 44           | £ 67.500                                 | Hatem Ben Arfa (Newcastle United)     |
| Vierte Hauptrunde                  | 28. Januar 2012    | 16     | 32 → 16   | keine        | £ 90.000                                 | Will Buckley (Brighton & Hove Albion) |
| Fünfte Hauptrunde                  | 18. Februar 2012   | 8      | 16 → 8    | keine        | £ 180.000                                | Kieran Richardson (AFC Sunderland)    |
| Sechste Hauptrunde (Viertelfinale) | 17. März 2012      | 4      | 8 → 4     | keine        | £ 360.000                                | Nikica Jelavić (FC Everton)           |
| Halbfinale                         | 14.–15. April 2012 | 2      | 4 → 2     | keine        | Sieger: £ 900.000 Verlierer: £ 450.000   | Didier Drogba (FC Chelsea)            |
| Finale                             | 5. Mai 2012        | 1      | 2 → 1     | keine        | Sieger: £ 1.800.000 Verlierer: £ 900.000 | Juan Mata (FC Chelsea)                |

## Modus
Kompletter Überblick bei: FA Cup
Der FA Cup wird in Runden ausgespielt. Teilnehmen kann jede Mannschaft, die ein bestimmtes Leistungsniveau hat und ein angemessenes Spielfeld besitzt. Gespielt wird i. d. R. nur mit einem Hinspiel. Bei Unentschieden findet ein Rückspiel statt. Endet das Rückspiel ebenfalls unentschieden geht das Spiel in Verlängerung bzw. Elfmeterschießen. Dieser Modus geht bis zur sechsten Hauptrunde. Ab dem Halbfinale gibt es nur ein Spiel ggf. mit Verlängerung und Elfmeterschießen.
Einige Mannschaften sind von bestimmten Runden freigestellt:
- In der zweiten Qualifikationsrunde kommen die Mannschaften der Conference North/South (6. Spielklasse des englischen Ligabetriebes) hinzu.
- In der vierten Qualifikationsrunde kommen die Mannschaften der Conference National (5. Spielklasse des englischen Ligabetriebes) hinzu.
- In der ersten Hauptrunde kommen die Mannschaften der League 1 und 2 der Football League (3. und 4. Spielklasse des englischen Ligabetriebes) hinzu.
- In der dritten Hauptrunde am ersten Januarwochenende kommen die Mannschaften des Football League Championship (2. Spielklasse des englischen Ligabetriebes) und der Premier League (1. Spielklasse des englischen Ligabetriebes) hinzu

Die Halbfinalspiele finden auf neutralem Platz, das Finale im Wembley-Stadion statt.
Jeder Sieger erhält eine Prämie aus den Fernsehgeldern, die nach Runde gestaffelt ist.

## Hauptrunde

### Erste Hauptrunde
In der ersten Hauptrunde treten die jeweils 24 Mannschaften der Football League One bzw. Two in den Wettbewerb ein.
Die Auslosung der ersten Hauptrunde fand am 30. Oktober 2011 statt. Die Spiele wurden vom 11. bis 23. November 2011 ausgetragen.
|                      | Ergebnis |                      | Zuschauer |
| -------------------- | -------- | -------------------- | --------- |
| Cambridge United     | 2:2      | FC Wrexham           | 2.792     |
| AFC Newport County   | 0:1      | Shrewsbury Town      | 2.362     |
| FC Brentford         | 1:0      | Basingstoke Town     | 3.553     |
| East Thurrock United | 0:3      | Macclesfield Town    | 1.207     |
| Hereford United      | 0:3      | Yeovil Town          | 2.469     |
| FC Bury              | 0:2      | Crawley Town         | 2.436     |
| Luton Town           | 1:0      | Northampton Town     | 4.799     |
| Swindon Town         | 4:1      | Huddersfield Town    | 5.728     |
| FC Redbridge         | 0:0      | Oxford City          | 465       |
| Bristol Rovers       | 3:1      | Corby Town           | 3.787     |
| Oldham Athletic      | 3:1      | Burton Albion        | 3.102     |
| Preston North End    | 0:0      | Southend United      | 6.609     |
| Dagenham & Redbridge | 0:0      | Bath City            | 1.225     |
| Hartlepool United    | 0:1      | FC Stevenage         | 2.744     |
| Blyth Spartans       | 0:2      | FC Gateshead         | 2.763     |
| Alfreton Town        | 0:4      | Carlisle United      | 1.488     |
| FC Chesterfield      | 1:3      | Torquay United       | 4.332     |
| Crewe Alexandra      | 1:4      | Colchester United    | 2.325     |
| Tranmere Rovers      | 0:1      | Cheltenham Town      | 3.211     |
| Chelmsford City      | 4:0      | AFC Telford United   | 1.430     |
| Hinckley United      | 2:2      | FC Tamworth          | 1.906     |
| Exeter City          | 1:1      | FC Walsall           | 3.026     |
| Bradford City        | 1:0      | AFC Rochdale         | 3.579     |
| Notts County         | 4:1      | Accrington Stanley   | 3.613     |
| Port Vale            | 0:0      | Grimsby Town         | 4.450     |
| Sheffield United     | 3:0      | Oxford United        | 7.991     |
| Sutton United        | 1:0      | Kettering Town       | 1.532     |
| AFC Bournemouth      | 3:3      | FC Gillingham        | 4.282     |
| Milton Keynes Dons   | 6:0      | Nantwich Town        | 4.110     |
| AFC Totton           | 8:1      | Bradford Park Avenue | 2.315     |
| Leyton Orient        | 3:0      | FC Bromley           | 4.452     |
| AFC Wimbledon        | 0:0      | Scunthorpe United    | 2.933     |
| FC Salisbury City    | 3:1      | Arlesey Town         | 1.298     |
| Maidenhead United    | 1:1      | Aldershot Town       | 2.281     |
| Fleetwood Town       | 2:0      | Wycombe Wanderers    | 2.711     |
| AFC Barrow           | 1:2      | Rotherham United     | 3.030     |
| FC Southport         | 1:2      | FC Barnet            | 1.939     |
| Plymouth Argyle      | 3:3      | FC Stourbridge       | 6.173     |
| FC Halifax Town      | 0:4      | Charlton Athletic    | 4.601     |
| FC Morecambe         | 1:2      | Sheffield Wednesday  | 4.160     |

#### Wiederholungsspiele
|                   | Ergebnis  |                      | Zuschauer |
| ----------------- | --------- | -------------------- | --------- |
| FC Wrexham        | 2:1       | Cambridge United     | 2.606     |
| Oxford City       | 1:2 n. V. | FC Redbridge         | 1.175     |
| Southend United   | 1:0       | Preston North End    | 4.537     |
| Bath City         | 1:3 n. V. | Dagenham & Redbridge | 1.704     |
| FC Tamworth       | 1:0       | Hinckley United      | 1.583     |
| FC Walsall        | 3:2 n. V. | Exeter City          | 2.089     |
| Grimsby Town      | 1:0       | Port Vale            | 1.906     |
| FC Gillingham     | 3:2       | AFC Bournemouth      | 4.321     |
| Scunthorpe United | 0:1       | AFC Wimbledon        | 2.036     |
| Aldershot Town    | 2:0       | Maidenhead United    | 2.181     |
| FC Stourbridge    | 2:0       | Plymouth Argyle      | 2.519     |

### Zweite Hauptrunde
Die Auslosung der zweiten Hauptrunde fand am 13. November 2011 statt.
Die Spiele wurden vom 2. Dezember 2011 bis 14. Dezember 2011 absolviert.
|                      | Ergebnis |                    | Zuschauer |
| -------------------- | -------- | ------------------ | --------- |
| Fleetwood Town       | 2:2      | Yeovil Town        | 3.319     |
| FC Salisbury City    | 0:0      | Grimsby Town       | 2.161     |
| FC Stourbridge       | 0:3      | FC Stevenage       | 3.067     |
| Sheffield United     | 3:2      | Torquay United     | 10.105    |
| Colchester United    | 0:1      | Swindon Town       | 3.039     |
| Chelmsford City      | 1:1      | Macclesfield Town  | 3.919     |
| Leyton Orient        | 0:1      | FC Gillingham      | 3.763     |
| Crawley Town         | 5:0      | FC Redbridge       | 2.494     |
| Luton Town           | 2:4      | Cheltenham Town    | 4.516     |
| FC Brentford         | 0:1      | FC Wrexham         | 3.452     |
| Bradford City        | 3:1      | AFC Wimbledon      | 3.432     |
| Shrewsbury Town      | 2:1      | Rotherham United   | 4.048     |
| Dagenham & Redbridge | 1:1      | FC Walsall         | 1.237     |
| FC Barnet            | 1:3      | Milton Keynes Dons | 2.608     |
| FC Gateshead         | 1:2      | FC Tamworth        | 1.163     |
| Sheffield Wednesday  | 1:0      | Aldershot Town     | 10.162    |
| Southend United      | 1:1      | Oldham Athletic    | 4.613     |
| Charlton Athletic    | 2:0      | Carlisle United    | 7.461     |
| AFC Totton           | 1:6      | Bristol Rovers     | 2.236     |
| Sutton United        | 0:2      | Notts County       | 3.704     |

#### Wiederholungsspiele
|                   | Ergebnis              |                      | Zuschauer |
| ----------------- | --------------------- | -------------------- | --------- |
| Yeovil Town       | 0:2                   | Fleetwood Town       | 3.276     |
| Grimsby Town      | 2:3 n. V.             | FC Salisbury City    | 1.880     |
| Macclesfield Town | 1:0                   | Chelmsford City      | 1.607     |
| FC Walsall        | 0:0 n. V. (2:3 i. E.) | Dagenham & Redbridge | 1.802     |
| Oldham Athletic   | 1:0                   | Southend United      | 4.207     |

### Dritte Hauptrunde
In dieser Runde treten die Mannschaften der FA Premier League (20 Teams) und die Mannschaften des Football League Championship (24 Teams) in den Wettbewerb ein.
Die Auslosung der dritten Hauptrunde fand am 4. Dezember 2011 statt.
Die Spiele wurden vom 6. Januar 2012 bis 18. Januar 2012 absolviert.
|                        | Ergebnis |                         | Zuschauer |
| ---------------------- | -------- | ----------------------- | --------- |
| FC Liverpool           | 5:1      | Oldham Athletic         | 44.556    |
| Birmingham City        | 0:0      | Wolverhampton Wanderers | 14.594    |
| Dagenham & Redbridge   | 0:0      | FC Millwall             | 3.396     |
| FC Middlesbrough       | 1:0      | Shrewsbury Town         | 12.631    |
| Nottingham Forest      | 0:0      | Leicester City          | 18.477    |
| Crawley Town           | 1:0      | Bristol City            | 3.779     |
| Doncaster Rovers       | 0:2      | Notts County            | 9.535     |
| Tottenham Hotspur      | 3:0      | Cheltenham Town         | 35.672    |
| Milton Keynes Dons     | 1:1      | Queens Park Rangers     | 19.506    |
| Hull City              | 3:1      | Ipswich Town            | 10.246    |
| Coventry City          | 1:2      | FC Southampton          | 9.000     |
| Brighton & Hove Albion | 1:1      | FC Wrexham              | 18.573    |
| FC Fulham              | 4:0      | Charlton Athletic       | 20.317    |
| Norwich City           | 4:1      | FC Burnley              | 22.898    |
| Derby County           | 1:0      | Crystal Palace          | 10.113    |
| Fleetwood Town         | 1:5      | FC Blackpool            | 5.092     |
| Swindon Town           | 2:1      | Wigan Athletic          | 10.488    |
| FC Barnsley            | 2:4      | Swansea City            | 7.380     |
| Macclesfield Town      | 2:2      | Bolton Wanderers        | 5.757     |
| Newcastle United       | 2:1      | Blackburn Rovers        | 30.876    |
| FC Everton             | 2:0      | FC Tamworth             | 27.564    |
| Sheffield United       | 3:1      | FC Salisbury City       | 10.488    |
| FC Gillingham          | 1:3      | Stoke City              | 9.872     |
| FC Watford             | 4:2      | Bradford City           | 8.935     |
| West Bromwich Albion   | 4:2      | Cardiff City            | 12.454    |
| FC Reading             | 0:1      | FC Stevenage            | 11.295    |
| Bristol Rovers         | 1:3      | Aston Villa             | 10.883    |
| Manchester City        | 2:3      | Manchester United       | 46.808    |
| FC Chelsea             | 4:0      | FC Portsmouth           | 41.259    |
| Sheffield Wednesday    | 1:0      | West Ham United         | 17.916    |
| Peterborough United    | 0:2      | AFC Sunderland          | 8.954     |
| FC Arsenal             | 1:0      | Leeds United            | 59.615    |

#### Wiederholungsspiele
|                         | Ergebnis              |                        | Zuschauer |
| ----------------------- | --------------------- | ---------------------- | --------- |
| Wolverhampton Wanderers | 0:1                   | Birmingham City        | 10.153    |
| FC Millwall             | 5:0                   | Dagenham & Redbridge   | 3.751     |
| Leicester City          | 4:0                   | Nottingham Forest      | 16.210    |
| Queens Park Rangers     | 1:0                   | Milton Keynes Dons     | 10.885    |
| FC Wrexham              | 1:1 n. V. (4:5 i. E.) | Brighton & Hove Albion | 8.316     |
| Bolton Wanderers        | 2:0                   | Macclesfield Town      | 9.466     |

### Vierte Hauptrunde
Die Auslosung der vierten Hauptrunde fand am 8. Januar 2012 statt.
Die Spiele wurden vom 27. Januar 2012 bis 8. Februar 2012 absolviert.
|                        | Ergebnis |                     | Zuschauer |
| ---------------------- | -------- | ------------------- | --------- |
| FC Watford             | 0:1      | Tottenham Hotspur   | 15.384    |
| FC Everton             | 2:1      | FC Fulham           | 25.300    |
| Queens Park Rangers    | 0:1      | FC Chelsea          | 15.728    |
| FC Liverpool           | 2:1      | Manchester United   | 43.952    |
| Derby County           | 0:2      | Stoke City          | 22.247    |
| FC Stevenage           | 1:0      | Notts County        | 4.439     |
| FC Blackpool           | 1:1      | Sheffield Wednesday | 14.042    |
| West Bromwich Albion   | 1:2      | Norwich City        | 17.434    |
| Hull City              | 0:1      | Crawley Town        | 14.473    |
| Sheffield United       | 0:4      | Birmingham City     | 18.072    |
| Leicester City         | 2:0      | Swindon Town        | 19.942    |
| FC Millwall            | 1:1      | FC Southampton      | 8.278     |
| Bolton Wanderers       | 2:1      | Swansea City        | 11.597    |
| Brighton & Hove Albion | 1:0      | Newcastle United    | 21.558    |
| AFC Sunderland         | 1:1      | FC Middlesbrough    | 33.275    |
| FC Arsenal             | 3:2      | Aston Villa         | 60.019    |

#### Wiederholungsspiele
|                     | Ergebnis  |                | Zuschauer |
| ------------------- | --------- | -------------- | --------- |
| Sheffield Wednesday | 0:3       | FC Blackpool   | 10.274    |
| FC Southampton      | 2:3       | FC Millwall    | 8.493     |
| FC Middlesbrough    | 1:2 n. V. | AFC Sunderland | 26.707    |

### Fünfte Hauptrunde
Die Auslosung der fünften Hauptrunde fand am 29. Januar 2012 statt.
Die Spiele wurden von 18. Februar bis 7. März 2012 absolviert.
|                | Ergebnis |                        | Zuschauer |
| -------------- | -------- | ---------------------- | --------- |
| FC Chelsea     | 1:1      | Birmingham City        | 36.870    |
| FC Everton     | 2:0      | FC Blackpool           | 38.347    |
| Norwich City   | 1:2      | Leicester City         | 26.658    |
| FC Millwall    | 0:2      | Bolton Wanderers       | 11.320    |
| AFC Sunderland | 2:0      | FC Arsenal             | 26.042    |
| Crawley Town   | 0:2      | Stoke City             | 4.214     |
| FC Stevenage   | 0:0      | Tottenham Hotspur      | 6.625     |
| FC Liverpool   | 6:1      | Brighton & Hove Albion | 43.940    |

#### Wiederholungsspiele
|                   | Ergebnis |              | Zuschauer |
| ----------------- | -------- | ------------ | --------- |
| Birmingham City   | 0:2      | FC Chelsea   | 21.822    |
| Tottenham Hotspur | 3:1      | FC Stevenage | 35.757    |

### Sechste Hauptrunde (Viertelfinale)
Die Auslosung des Viertelfinales fand am 19. Februar 2012 statt.
Die Spiele wurden am 17., 18. und 27. März 2012 absolviert.
|                   | Ergebnis |                  | Zuschauer |
| ----------------- | -------- | ---------------- | --------- |
| FC Everton        | 1:1      | AFC Sunderland   | 38.875    |
| Tottenham Hotspur | 11:1 1   | Bolton Wanderers | 29.130    |
| FC Chelsea        | 5:2      | Leicester City   | 38.276    |
| FC Liverpool      | 2:1      | Stoke City       | 43.962    |

#### Wiederholungsspiel
|                | Ergebnis |            | Zuschauer |
| -------------- | -------- | ---------- | --------- |
| AFC Sunderland | 0:2      | FC Everton | 43.140    |

#### Wiederholung
|                   | Ergebnis |                  | Zuschauer |
| ----------------- | -------- | ---------------- | --------- |
| Tottenham Hotspur | 3:1      | Bolton Wanderers | 30.718    |

## Halbfinale
Die Auslosung des Halbfinales fand am 18. März 2012 statt.
Die Spiele wurden am Wochenende des 14. und 15. April 2012 absolviert.
|                   | Ergebnis |            | Zuschauer |
| ----------------- | -------- | ---------- | --------- |
| FC Liverpool      | 2:1      | FC Everton | 87.231    |
| Tottenham Hotspur | 1:5      | FC Chelsea | 85.731    |

## Finale
| FC Chelsea                                                        | FC Chelsea | FC Liverpool | FC Liverpool | Aufstellung                               |
| ----------------------------------------------------------------- | --- | --- | ------------ | ----------------------------------------- |
| FC Chelsea                                                        | \| Samstag, 5. Mai 2012 um 17:15 Uhr BST in London (Wembley-Stadion) \| \| Ergebnis: 2:1 (1:0) \| \| Zuschauer: 89.102 \| \| Schiedsrichter: Phil Dowd \| \| Spielbericht \|                                                                    | \| Samstag, 5. Mai 2012 um 17:15 Uhr BST in London (Wembley-Stadion) \| \| Ergebnis: 2:1 (1:0) \| \| Zuschauer: 89.102 \| \| Schiedsrichter: Phil Dowd \| \| Spielbericht \|                                                                      | FC Liverpool | Aufstellung FC Chelsea gegen FC Liverpool |
| FC Chelsea                                                        | Petr Čech – José Bosingwa, Branislav Ivanović, John Terry , Ashley Cole – John Obi Mikel, Frank Lampard – Ramires (75. Raúl Meireles), Juan Mata (90. Florent Malouda), Salomon Kalou – Didier Drogba Cheftrainer: Roberto Di Matteo ( Italien) | Pepe Reina – Glen Johnson, Martin Škrtel, Daniel Agger, José Enrique – Jordan Henderson, Jay Spearing (54. Andy Carroll), Craig Bellamy (76. Dirk Kuyt), Steven Gerrard , Stewart Downing – Luis Suárez Cheftrainer: Kenny Dalglish ( Schottland) | FC Liverpool | Aufstellung FC Chelsea gegen FC Liverpool |
| FC Chelsea                                                        | 1:0 Ramires (11.) 2:0 Didier Drogba (52.) | 2:1 Andy Carroll (64.) | FC Liverpool | Aufstellung FC Chelsea gegen FC Liverpool |
| FC Chelsea                                                        | John Obi Mikel (36.) | Daniel Agger (44.), Luis Suárez (81.) | FC Liverpool | Aufstellung FC Chelsea gegen FC Liverpool |
| Samstag, 5. Mai 2012 um 17:15 Uhr BST in London (Wembley-Stadion) | | |              |                                           |
| Ergebnis: 2:1 (1:0)                                               | | |              |                                           |
| Zuschauer: 89.102                                                 | | |              |                                           |
| Schiedsrichter: Phil Dowd                                         | | |              |                                           |
| Spielbericht                                                      | | |              |                                           |